# Ichneumon grandicornis
Ichneumon grandicornis är en stekelart som beskrevs av Thomson 1886. Ichneumon grandicornis ingår i släktet Ichneumon och familjen brokparasitsteklar. Arten är reproducerande i Sverige. Inga underarter finns listade i Catalogue of Life.